# Tanichthys thacbaensis
Tanichthys thacbaensis är en fiskart som beskrevs av Nguyen och Ngo 2001. Tanichthys thacbaensis ingår i släktet Tanichthys och familjen karpfiskar. IUCN kategoriserar arten globalt som otillräckligt studerad. Inga underarter finns listade i Catalogue of Life.